# A medio vivir (canción)
«A medio vivir» es una balada escrita por Franco De Vita, producida por K. C. Porter, coproducida por Ian Blake e interpretada por el cantante puertorriqueño Ricky Martin. Es el tercer sencillo de su tercer álbum de estudio A medio vivir (1995). Se publicó como sencillo bajo los sellos discográficos Sony Latin y Columbia Records el 8 de enero de 1996.
La canción debutó en el número 36 de los Hot Latin Tracks en los Estados Unidos.

## Lista de canciones

### Sencillo promocional de EE.UU. y América Latina
1. «A medio vivir» - 4:41

## Listas musicales de canciones
| Lista (1996)                                      | Mejor ubicación |
| ------------------------------------------------- | --------------- |
| Estados Unidos (Billboard Hot Latin Tracks)       | 36              |
| Estados Unidos (Billboard Latin Pop Airplay)      | 8               |
| Estados Unidos (Billboard Latin Tropical Airplay) | 19              |